# Viktor Tichonov (politik)
Viktor Mykolajovyč Tichonov (ukrajinsky Тихонов Віктор Миколайович; 5. března 1949 Roveňský rajón, Luhanská oblast – 29. srpna 2020 Simferopol, Republika Krym) byl ukrajinský politik. V letech 2010–2011 působil jako místopředseda vlády a ministr pro místní rozvoj a bytovou výstavbu ve vládě Mykoly Azarova. Následně byl vyslán do Běloruska, kde do roku 2012 zastával post ukrajinského velvyslance. Později se usadil na Rusy okupovaném Krymu. Zemřel v roce 2020 v Simferopolu.